# 10월 7일
10월 7일은 그레고리력으로 280번째(윤년일 경우 281번째) 날에 해당한다.

## 사건
- 1571년 - 베네치아 공화국, 교황, 스페인 동맹함대가, 레판토(그리스어 나브팍토스)에서 벌어진 레판토 해전서 투르크 함대를 격파하다.
- 1597년 - 어란포 해전 발발.
- 1769년 - 영국 탐험가 제임스 쿡이 뉴질랜드에 도착하다.
- 1895년 - 조선, 종두 규칙 공포, 시행은 같은 해 11월 1일.
- 1910년 - 일제강점기: 일본, ‘조선귀족령’ 제정에 따라 이완용 등 75명에게 작위 수여
- 1949년 - 동독이 동베를린을 수도로 정하다.
- 1950년 - 유엔 총회, 유엔군의 38선 이북 진격과 한국통일부흥위원단(UNCURK) 설치 결의
- 1950년 - 중국 인민해방군, 티베트 진주
- 1978년 - 대한민국 충청남도 홍성군에 진도 5의 지진 발생하다.
- 1979년 - 김형욱 전 중앙정보부장, 파리서 의문의 실종.
- 1988년 - 대한민국 정부 7개항의 대북경제개방조치 발표.
- 1993년 - 러시아의 옐친 대통령이 유혈시위와 관련하여 국가 비상 사태를 선포했다.
- 2001년 - 테러와의 전쟁: 16:30 협정 세계시(UTC)를 기해 탈레반과 알카이다를 향한 미국의 아프가니스탄 침공이 시작되다.
- 2002년 - 집단 안보 조약 기구가 창설되다.
- 2002년 - 서울에서 제7차 해외한민족경제공동체대회 개막.
- 2003년 - 대한민국의 노무현 대통령, 일본의 고이즈미 준이치로 총리, 중화인민공화국의 원자바오 총리가 인도네시아 발리 섬에서 3국 정상회담을 갖고 14개 분야에 합의하다.
- 2012년 - 대한민국의 미사일지침(NMG) 개정으로 탄도미사일의 탄두중량이 500kg으로 증가, 사거리는 800km로 연장되었다.
- 2018년 - 고양 저유소 유증기 폭발 사고가 발생했다.

## 문화
- 1919년 - 세계 최초의 항공사인 KLM 발족
- 1950년 - 테레사 수녀가 사랑의 선교회를 설립하다.
- 1963년 - 천주교 수원교구 설립.
- 1969년 - 대한민국 최초의 다목적댐인 진주 남강댐 준공.
- 1989년 - 교황 요한 바오로 2세가 대한민국을 방문하다.
- 1993년 - 미국의 소설가 토니 모리슨이 노벨문학상 수상자로 선정되다.
- 1998년 - 대한민국 김대중 대통령 일본 방문(∼10일)
- 2021년 - 대한민국의 가수 조유리의 싱글 GLASSY 발매.

## 탄생
- 1661년 - 조선의 제19대 국왕 숙종. (~1720년)
- 1857년 - 조선의 친일파 인사 송병준. (~1925년)
- 1876년 - 대한민국의 독립운동가 김인전. (~1923년)
- 1879년 - 미국의 노동운동가 조 힐. (~1915년)
- 1880년 - 독일의 군인 파울 하우서. (~1972년)
- 1885년 - 덴마크의 물리학자 닐스 보어. (~1962년)
- 1896년 - 스페인의 전직 축구 선수 파울리노 알칸타라. (~1964년)
- 1897년 - 미국의 이슬람 지도자 일라이저 무하마드. (~1975년)
- 1900년 - 나치 독일의 정치인 하인리히 힘러. (~1945년)
- 1917년 - 미국의 배우 마샤 헌트. (~2022년)
- 1930년
  - 아르헨티나의 영화배우 엔리케 핀티. (~2022년)
  - 미국의 영화배우 오스틴 스토커. (~2022년)
- 1931년 - 일본의 축구 선수 히라키 류조. (~2009년)
- 1934년 - 미국의 극작가 아미리 바라카. (~2014년)
- 1937년 - 홍콩의 소설가 시시. (~2022년)
- 1942년 - 미국의 영화배우 멜린다 O. 피. (~2020년)
- 1945년 - 대한민국의 방송 프로듀서, 언론인 강동순.
- 1947년 - 대한민국의 교육자 김명호. (~?)
- 1948년 - 일본의 역사가, 인권 운동가 김영달. (~2000년)
- 1952년 - 러시아의 대통령 블라디미르 푸틴.
- 1955년 - 미국의 첼리스트 요요 마.
- 1956년 - 대한민국의 바둑 기사 박상돈.
- 1957년 - 미국의 싱어송라이더 마이클 W. 스미스.
- 1959년
  - 대한민국의 프로듀서 오종록.
  - 독일의 레슬링 선수 마르틴 크노스프.
  - 일본의 전 야구 선수, 야구 지도자 세이케 마사카즈.
- 1960년 - 대한민국의 행정가, 감사원장 최재해.
- 1961년 - 대한민국의 작가, 언론인 이덕일.
- 1962년 - 일본의 소설가, 작가 아비코 다케마루.
- 1963년
  - 대한민국의 경제학자 장하준.
  - 대한민국의 대법관 노정희.
- 1964년
  - 대한민국의 정치인 조정화.
  - 영국의 싱어송라이터 샘 브라운.
- 1965년 - 대한민국의 영화제작자 강성규.
- 1966년 - 영국의 배우 토비 존스.
- 1967년
  - 대한민국의 전 야구 선수, 현 야구 코치 조규제.
  - 미국의 가수, 배우 토니 브랙스턴.
  - 일본의 배우, 성우 아이카와 리카코.
- 1968년 - 영국의 음악가 톰 요크 (라디오헤드).
- 1970년 - 대한민국의 영화 감독 이재규.
- 1972년
  - 대한민국의 성우 오길경.
  - 대한민국의 방송인, 수필가 이지희.
  - 대한민국의 교수, 정치인. 제21·22대 국회의원 조정훈.
- 1973년
  - 브라질의 전 축구 선수 지다.
  - 핀란드의 전 축구 선수 사미 휘피애.
- 1976년 - 브라질의 축구 선수 지우베르투 시우바.
- 1977년
  - 대한민국의 축구 선수 안재석.
  - 중국의 바둑 기사 판산치.
- 1978년
  - 미국의 사업가 김범석.
  - 스위스의 스노보드 선수 지몬 쇼흐.
- 1979년
  - 대한민국의 희극인 조수원.
  - 대한민국의 가수 진이형.
  - 중국의 배우 탕웨이.
  - 그리스의 태권도 선수 알렉산드로스 니콜라이디스. (~2022년)
- 1980년
  - 대한민국의 축구 선수 김두영.
  - 대한민국의 가수 한지훈.
- 1982년
  - 일본의 배우 쿠로다 코헤이.
  - 중국의 피아니스트 리윈디.
  - 잉글랜드의 축구 선수 저메인 디포.
- 1984년
  - 대한민국의 전직 스타크래프트 프로게이머 이용범.
  - 일본의 배우 이쿠타 토마.
  - 중화인민공화국의 컬링 선수 왕빙위.
- 1985년 - 대한민국의 뮤지컬 배우 허순미.
- 1986년
  - 대한민국의 레이싱 모델 김현진.
  - 일본의 성우, 가수 MAKO.
- 1987년
  - 중국 베이징 출신의 장애인 피아니스트 류웨이.
  - 대한민국의 작곡가, 음악프로듀서 정한솔.
- 1988년 - 스페인의 축구 선수 디에고 코스타.
- 1989년
  - 대한민국의 모델 김재연.
  - 대한민국의 배우 조미녀.
- 1990년
  - 대한민국의 가수 천둥.
  - 대한민국의 야구 선수 정수빈.
- 1991년
  - 대한민국의 가수 니콜 (카라).
  - 대한민국의 가수 레이 (EXO).
- 1992년
  - 대한민국의 래퍼 페노메코.
  - 미국의 야구 선수 무키 베츠.
  - 일본의 배우 가메이 리나.
- 1993년
  - 네덜란드의 스켈레톤 선수 킴벌리 보스.
  - 대한민국의 연극배우 이예원.
- 1994년 - 대한민국의 배우 윤지원.
- 1995년
  - 대한민국의 야구 선수 김태진.
  - 영국의 축구 선수 로이드 존스.
- 1996년
  - 영국의 가수 루이스 카팔디.
  - 대한민국의 아나운서 유미라.
  - 대한민국의 가수 앤씨아.
  - 대한민국의 바둑기사 최정.
  - 대한민국의 근대5종 선수 김선우.
  - 대한민국의 전 야구 선수 이도윤.
  - 스페인의 축구 선수 다니 세바요스.
  - 이탈리아의 축구 선수 굴리엘모 비카리오.
- 1997년 - 미국의 배우 니콜 메인스.
- 1998년 - 잉글랜드의 축구 선수 트렌트 알렉산더아널드.
- 1999년
  - 대한민국의 자전거 경기 선수 김유로.
  - 대한민국의 전 농구 선수 박주희.
- 2000년
  - 대한민국의 농구 선수 선가희. (~2022년)
  - 대한민국의 바둑 기사 김민정.
- 2002년 - 대한민국의 모델 이채은.
- 2003년 - 대한민국의 가수 휘준 (MCND).
- 2005년 - 대한민국의 배우 노강민.
- 2006년 - 일본의 아이돌 사카가와 히유카.

### 미상
- 대한민국의 헤어디자이너 조은.

## 사망
- 929년 - 프랑스의 국왕 카롤루스 3세 심플렉스. (879년~)
- 1849년 - 미국의 소설가 에드거 앨런 포. (1879년~)
- 1894년 - 미국의 의사, 시인 올리버 웬들 홈스. (1809년~)
- 1950년 - 미국의 공학자 윌리스 캐리어. (1876년~)
- 1965년 - 미국의 수학자, 필즈상 수상자 제시 더글러스. (1897년~)
- 1979년 - 영국의 드러머 키스 문. (1946년~)
- 2008년 - 일본의 역사학자 이노우에 히데오. (1924년~)
- 2010년 - 대한민국의 작가 최윤희. (1947년~)
- 2016년 - 대한민국의 정치인 조일문. (1917년~)
- 2020년 - 멕시코의 화학자 마리오 J. 몰리나. (1943년~)
- 2022년
  - 미국의 영화배우 오스틴 스토커. (1930년~)
  - 미국의 육상 선수, 포환던지기 선수 윌리엄 니더. (1933년~)
  - 일본의 음악 작곡가 이치야나기 토시. (1933년~)
- 2023년
  - 대한민국의 축구 선수, 축구 감독 박종환. (1936년~)
  - 대한민국의 정치인 노인환. (1932년~)
- 2024년
  - 중화민국의 영화배우 왕젠민. (1968년~)
  - 버마의 정치인 조 민 마웅. (1951년~)
  - 미국의 영화배우 니컬러스 프라이어. (1935년~)

## 기념일
- 동독의 동독 건국일
- 나가사키 쿤치마츠리 시작일: 나가사키 일본
- 추석 - 1987년, 2101년

## 기타
그레고리력에서는 1582년 10월 5일부터 10월 14일까지가 존재하지 않는다.

## 같이 보기
- 전날: 10월 6일 다음날: 10월 8일 - 전달: 9월 7일 다음달: 11월 7일
- 음력: 10월 7일
- 모두 보기